# Ankaraspor
Ankaraspor Kulübü – turecki klub piłkarski z siedzibą w stolicy kraju Ankarze, założony 21 marca 1978 roku jako Ankara Belediyespor.

## Historia
Od samego początku klub zrzeszał cztery sekcje sportowe. Od roku 1984 nazwę klubu zmieniono na Ankara Büyükşehir Belediyespor, a w 1994 roku po zmianach właścicielskich udało się do niego włączyć kolejne sekcje, a liczba zarejestrowanych sportowców w klubie przekroczyła liczbę 2000. W roku 1998 po raz kolejny doszło do zmiany nazwy klubu, który od tego czasu nazywał się Büyükşehir Belediye Ankaraspor.
W roku 2005 doszło do wydzielenia sekcji piłkarskiej z klubu i od tego czasu sekcja piłki nożnej prowadziła własną działalności pod nazwą Ankaraspor A.Ş, natomiast Büyükşehir Belediye Ankaraspor działa do tej pory w zakresie takich dyscyplin sportowych jak badminton, koszykówka, podnoszenie ciężarów.
Sezon 2009/2010 przyniósł olbrzymie kłopoty dla klubu. Honorowy prezydent klubu, a także ówczesny burmistrz Ankary – Melih Gökçek poparł jako kandydata na prezydenta innego stołecznego klubu – MKE Ankaragücü, swojego syna Ahmeta. Po tym jak Ahmet został wybrany na tę funkcję, zaczęto spekulować na temat planowanego przez nich połączenia dwóch stołecznych klubów wykorzystując duże możliwości finansowe Ankarasporu oraz dużą rzeszę kibiców Ankaragücü. Świadczyć o tym miał chociażby fakt, że władze klubu Ankaraspor zadecydowały o sprzedaży kilku zawodników właśnie do klubu Ankaragücü, nie pobierając za te transakcje żadnej opłaty. 15 września 2009 roku władze Tureckiej Federacji Piłarskiej uznały to za "łamanie zasad współzawodnictwa sportowego". Wszystkie przyszłe oraz rozegrane do tego momentu mecze przez Anakaraspor zostały zweryfikowane jako walkower 3:0 dla drużyny przeciwnej, co oznaczało automatyczną degradacje o ligę niżej.
Przed startem sezonu 2010/2011 drużyna Ankarasporu została wykluczona ze wszelkich rozgrywek organizowanych przez Turecki Związek Piłki Nożnej, ze względu na wniesienie sporu dotyczącego karnej relegacji na drogę sądową. W sezonach 2011/2012 oraz 2012/2013 drużyna startowała jedynie w rozgrywkach juniorskich. Przed sezonem 2013/2014 sąd uznał odwołanie drużyny Ankarasporu w sprawie karnej relegacji w związku z czym drużyna powróciła do rozgrywek seniorskich i została włączona do rywalizacji w 1. lidze (drugi poziom rozgrywkowy). Przed sezonem 2014/2015 nazwa klubu została zmieniona na Osmanlispor. Zmianie uległo również logo oraz kolorystyka klubu. Dotychczasowe niebiesko-białe barwy zostały zastąpione przez kolor fioletowy, a kot Angora znajdujący się wcześniej w logo klubu został zastąpiony przez inspirowane islamem półksiężyce. Na nowym logo jako data powstania widnieje rok 2014. Już jako Osmanlispor klub wywalczył awans do najwyższej klasy rozgrywkowej w Turcji, a kolejny sezon przyniósł największy sukces w historii klubu, bowiem dzięki zajęciu 5. miejsca w lidze Osmanlispor wywalczył prawo udziału w II rundzie eliminacji Ligi Europy.
8 września 2020, klub powrócił do poprzedniej nazwy Ankaraspor Kulübü.

## Europejskie puchary
Legenda do wszystkich tabel:
- Q – runda eliminacyjna, 1/16, 1/8, 1/4, 1/2 – odpowiednia faza rozgrywek, Grupa – runda grupowa, 1r gr – pierwsza runda grupowa, 2r gr – druga runda grupowa, F – finał, R – runda, PO – play-off
- k. – rzuty karne, los. – losowanie, Dogr. – dogrywka, w. – zasada bramek strzelonych na wyjeździe

| Sezon   | Rozgrywki        | Runda   | Klub             | Dom | Wyjazd | Ogólnie    |
| ------- | ---------------- | ------- | ---------------- | --- | ------ | ---------- |
| 2005    | Puchar Intertoto | 2R      | Dubnica          | 0–4 | 1–0    | 1–4        |
| 2016/17 | Liga Europy      | 2Q      | Zimbru Kiszyniów | 5–0 | 2–2    | 7–2        |
| 2016/17 | Liga Europy      | 3Q      | Nõmme Kalju      | 1–0 | 2–0    | 3–0        |
| 2016/17 | Liga Europy      | PO      | Midtjylland      | 2–0 | 1–0    | 3–0        |
| 2016/17 | Liga Europy      | Grupa L | Villarreal CF    | 2–2 | 2–1    | 1. miejsce |
| 2016/17 | Liga Europy      | Grupa L | Steaua Bukareszt | 2–0 | 1–2    | 1. miejsce |
| 2016/17 | Liga Europy      | Grupa L | FC Zürich        | 2–0 | 1–2    | 1. miejsce |
| 2016/17 | Liga Europy      | 1/16    | Olympiakos SFP   | 0–3 | 0–0    | 0–3        |

## Polacy w barwach Osmanlisporu
20 sierpnia 2015 kontrakt z klubem podpisał Łukasz Szukała.

## Skład na sezon 2016/2017
| Nr | Poz. | Piłkarz                                  |
| -- | ---- | ---------------------------------------- |
| 1  | BR   | Hakan Arıkan                             |
| 2  | OB   | Avdija Vršajević                         |
| 3  | OB   | Łukasz Szukała                           |
| 4  | OB   | Koray Altınay                            |
| 5  | OB   | Aykut Demir (wypożyczony z Trabzonsporu) |
| 6  | PO   | Mehmet Güven                             |
| 7  | PO   | Engin Bekdemir                           |
| 8  | PO   | Raheem Lawal                             |
| 9  | NA   | Pierre Webó                              |
| 10 | PO   | Badou Ndiaye                             |
| 11 | PO   | Erdal Kılıçaslan                         |
| 13 | BR   | Ahmet Eyüp Türkaslan                     |
| 14 | NA   | Cheick Diabaté                           |

| Nr | Poz. | Piłkarz                                    |
| -- | ---- | ------------------------------------------ |
| 15 | OB   | Tiago Pinto                                |
| 17 | PO   | Adrien Regattin                            |
| 21 | OB   | Václav Procházka                           |
| 24 | NA   | Raul Rusescu                               |
| 27 | NA   | Aminu Umar                                 |
| 28 | PO   | Dzon Delarge (wypożyczony z Admira Wacker) |
| 33 | OB   | Muhammed Bayır                             |
| 35 | PO   | Musa Çağıran                               |
| 40 | PO   | Tugay Kaçar                                |
| 61 | OB   | Numan Çürüksu                              |
| 93 | PO   | Adam Maher (wypożyczony z PSV Eindhoven)   |
| 99 | BR   | Žydrūnas Karčemarskas                      |